# 小夜子より…星便り
『小夜子より…星便り』（さよこよりほしだより）は、原作:佐山哲郎、作画:高橋千鶴による日本の漫画作品。
『なかよし』（講談社）にて1978年5月号・6月号に掲載された。同作を表題作とする短編集が刊行されている。

## 書誌情報
- 小夜子より…星便り、初版発行日1979年6月5日 ISBN 9784061083301
  - GOGO赤ヘル!クレヨンズ（1978年8月号、9月号、原作:佐山哲郎）／男っぽいのはだめかしら?／ブルージーンとポニーテール